# جيمس أ. ماكنزي (سياسي)
جيمس أ. ماكنزي هو شخصية أعمال وسياسي أمريكي، ولد في 27 يناير 1862، وتوفي في 20 فبراير 1918. نشط حزبياً في الحزب الجمهوري. وقد انتخب عضو جمعية ولاية ويسكونسن ‏.